# Cantone di Villebrumier
Il Cantone di Villebrumier era una divisione amministrativa dell'arrondissement di Montauban.
È stato soppresso a seguito della riforma complessiva dei cantoni del 2014, che è entrata in vigore con le elezioni dipartimentali del 2015.
Comprendeva i comuni di:
- Corbarieu
- Reyniès
- Saint-Nauphary
- Varennes
- Verlhac-Tescou
- Villebrumier